# Richmond (gmina)
Richmond – gmina w Republice Południowej Afryki, w prowincji KwaZulu-Natal, w dystrykcie uMgungundlovu. Siedzibą administracyjną gminy jest Richmond.